# يوسف كارمون
يوسف كارمون (بالعبرية: יוסף כרמון‏) هو مخرج وممثل إسرائيلي، ولد في 14 يونيو 1933 برادوم في بولندا.

## أعماله
مثل في فيلم Lansky، وتدور أحداث الفيلم حول (لانسكي) منذ صغره حينما كان في القدس، مرورًا بهجرته إلى أمريكا، ووصولًا إلى أنه أصبح مجرم، ويلقي الفيلم نظرة على موقعه في عالم اليهود.
عمل مع ريتشارد درايفوس، وريان ميريمان، وجون إيه. ألونزو، وجورج إس. كلينتون، ولاري موس، والينا ماجانيني.

## وصلات خارجية
- يوسف كارمون على موقع IMDb (الإنجليزية)
- يوسف كارمون على موقع ألو سيني (الفرنسية)
- يوسف كارمون على موقع ألو سيني (الفرنسية)
- يوسف كارمون على موقع ميوزك برينز (الإنجليزية)
- يوسف كارمون على موقع أول موفي (الإنجليزية)
- يوسف كارمون على موقع قاعدة بيانات الفيلم (الإنجليزية)
- يوسف كارمون على موقع كينوبويسك (الروسية)